# Jeopardy
 Jeopardy és una pel·lícula estatunidenca de suspens dirigida per John Sturges, estrenada el 1953. La pel·lícula - en blanc i negre - la protagonitzen Barbara Stanwyck i Barry Sullivan, un matrimoni, i Ralph Meeker, com un convicte que s'ha escapat. El film està basat en un programa de ràdio de 22 minuts, "A Question of Time.

## Argument
Una família que està gaudint de les seves vacances veu torbada la seva tranquil·litat quan el pare pateix un aparatós accident fortuït que pot posar fi a la seva vida.

## Crítica
Tot comença amb una família – pare, mare i fill petit – d'excursió per la costa de Califòrnia fins a arribar a Mèxic. Passen Tijuana, Encinada, tot va bé, fins que el cotxe és aturat per la policia mexicana, que misteriosament busca alguna cosa, i comença la inquietud agreujada per l'evident buit del camp.
Llavors, en un solitari i abandonat llogarret de pesca, un petit accident obre una amenaça sobtada, ominosa. El pare, que va a rescatar el fill a un pilar vell i podrit, cau a l'aigua i queda atrapat el seu peu. Els tres són incapaços de moure la càrrega i, amb el pare agafat i la marea que puja, la mare marxa amb el cotxe a buscar ajuda i una corda.
La mare, en una granja mexicana desolada, cau captiva d'un assassí despietat, a qui intenta persuadir de retornar amb el marit.
Tot això és muntat pel director John Sturges a partir d'un guió de Mel Dinelli des d'una història de Maurice Zimm. Les escenes són sorprenentment autèntiques, la situació és frescament creïble i la part visual de la història estreny el suspens. A més, les actuacions de Barry Sullivan, Barbara Stanwyck i Lee Aaker com pare, mare i fill, respectivament, tenen un aire agradablement informal i prou natural.

## Repartiment
- Barbara Stanwyck: Helen Stilwin
- Barry Sullivan: Doug Stilwin
- Ralph Meeker: Lawson, el Fugitiu
- Lee Aaker: Bobby Stilwin